# ゲルハルト・エルトル
ゲルハルト・エルトル（Gerhard Ertl, 1936年10月10日 - ）はドイツの化学者。ベルリン・フリッツ・ハーバー研究所物理化学科の名誉教授である。2007年度のノーベル化学賞を受賞した。Handbook of Heterogeneous Catalysis（『不均一触媒ハンドブック』）の著者の一人である。

## 経歴
シュトゥットガルト生まれ。1955年から1957年まではシュトゥットガルト大学で、その後はパリ大学（1957年 - 1958年）、ミュンヘン大学（1958年 - 1959年）で学んだ。1961年にシュトゥットガルト工科大学においてハインツ・ゲリシャー (Heinz Gerischer) のもとでディプロム（Diplom, 修士号に相当）を取得し、1965年にミュンヘン工科大学から物理化学のPh.D.を受けた。
その後はミュンヘン工科大学の助教・講師となり（1965年 - 1968年）、1968年から1973年までハノーファー大学の教授・研究科長を務め、次いでミュンヘン大学物理化学研究科の教授に就いた（1973年 - 1986年）。1970年代から1980年代の間、カリフォルニア工科大学、ウィスコンシン大学ミルウォーキー校、カリフォルニア大学バークレー校の客員教授も兼任した。1986年にはベルリン自由大学とベルリン工科大学の教授となった。1986年から2004年に引退するまで、フリッツ・ハーバー研究所の研究科長でもあった。1996年にはベルリン大学の教授となった。

## 研究内容
鉄を用いたアンモニアの触媒的合成（ハーバー・ボッシュ法）における詳細な分子機構の解明、パラジウム触媒による一酸化炭素の酸化（触媒コンバータ）で知られる。エルトルは研究の過程で白金触媒の表面上で起こる振動反応を発見し、さらに光電子分光法を用いることにより、その現象について、振動の範囲ならびに表面構造による変化を観測することに初めて成功した。
エルトルは常に最新の観測方法を用いていた。研究を開始したころには低速電子線回折 (low energy electron diffraction, LEED)、のちには紫外線光電子分光 (ultraviolet photoelectron spectroscopy, UPS) や走査型トンネル顕微鏡 (scanning tunneling microscope, STM) によって、革新的な成果を得ている。
すなわち、エルトルの研究以前は、固体触媒の表面で起こる化学反応は、まさにブラックボックスとして扱われることがほとんどであり、固体触媒は科学ではないとさえ言われるほどであった。これは、固体表面での化学反応の解析が、均一系での反応に比較して、解析が格段に難しいことが原因である。例えば、錯体はただ1つの物質が溶液中で分析できる可能性があるのに対し、固体表面は複雑であり、常に複数の異なった反応サイトが存在する上、分析手法が限られることが挙げられる。そのため、固体触媒反応の研究手法としては、ラングミュア‐ヒンシェルウッド機構に代表されるように、仮定に基づく速度論的解析が主流であった。それに対しエルトルは最新の手法を用いて、表面化学反応の分子レベルでの機構の研究を行ってきた。本研究は触媒化学の革新的な進展に寄与するものであった。なお、現在においても固体触媒反応は一般に解析が非常に難しいが、難しいなりにも解析ができるようになってきたことは、エルトルらの業績に上に成り立っている。
1998年にはカリフォルニア大学バークレー校のガボール・ソモライ (Gabor Somorjai) とともに、「表面科学の分野一般における優れた功績、特に単結晶表面上での不均一系触媒反応の本質的機構の決定」によりウルフ賞化学部門を授与されている。
2007年、「固体表面での化学過程の研究」の功績で、1,000万クローナの賞金とともにノーベル化学賞が単独で授与された。受賞の発表はエルトルの71歳の誕生日であった。エルトルは、ソモライが受賞対象に入っていないことに対し驚きと失望を表明した。

## 人物
エルトルと彼の妻バーバラ (Barbara) の間には2人の子供と数人の孫がいる。エルトルの趣味はピアノの演奏、それから飼い猫と遊ぶことである。

## 受賞歴
- 1987年 - リービッヒ・メダル
- 1991年 - バーク賞
- 1992年 - 日本国際賞[8]、EPS欧州物理学賞
- 1998年 - ウルフ賞化学部門
- 2007年 - ノーベル化学賞、オットー・ハーン賞